# Piaranthus comptus
Piaranthus comptus är en oleanderväxtart som beskrevs av Nicholas Edward Brown. Piaranthus comptus ingår i släktet Piaranthus och familjen oleanderväxter. Inga underarter finns listade i Catalogue of Life.